# Tulsi Ghat

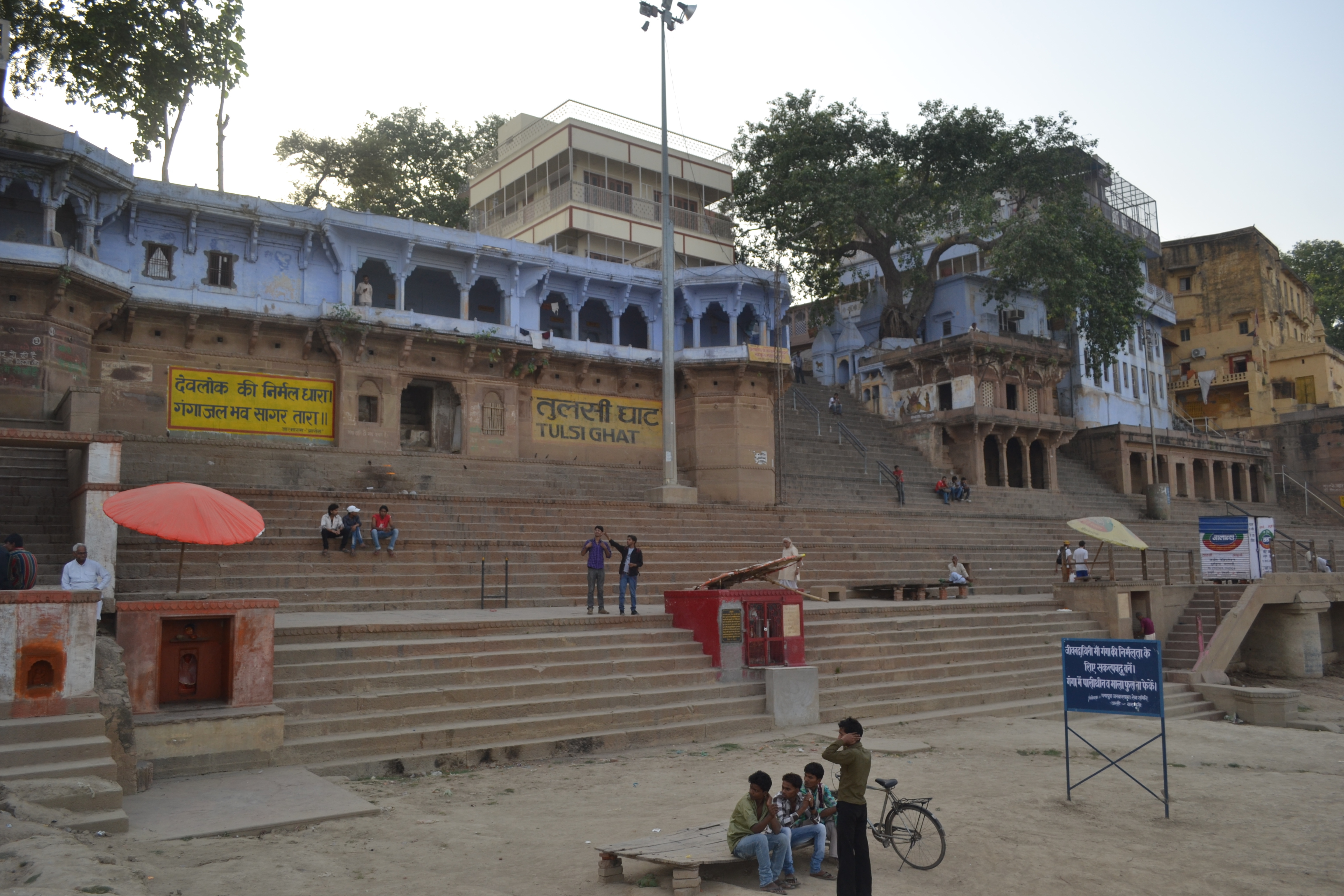
Tulsi Ghat

Tulsi Ghat ist eines der Ghats in Varanasi. Es ist nach Tulsidas benannt, der hier lebte, als er die Ramcharitmanas schrieb. Davor war das Tulsi Ghat als Lolark Ghat bekannt. Im Jahr 1941 wurde es durch den Industriellen Baldeo Das Birla verstärkt und neu befestigt.

## Kulturelle Aktivitäten

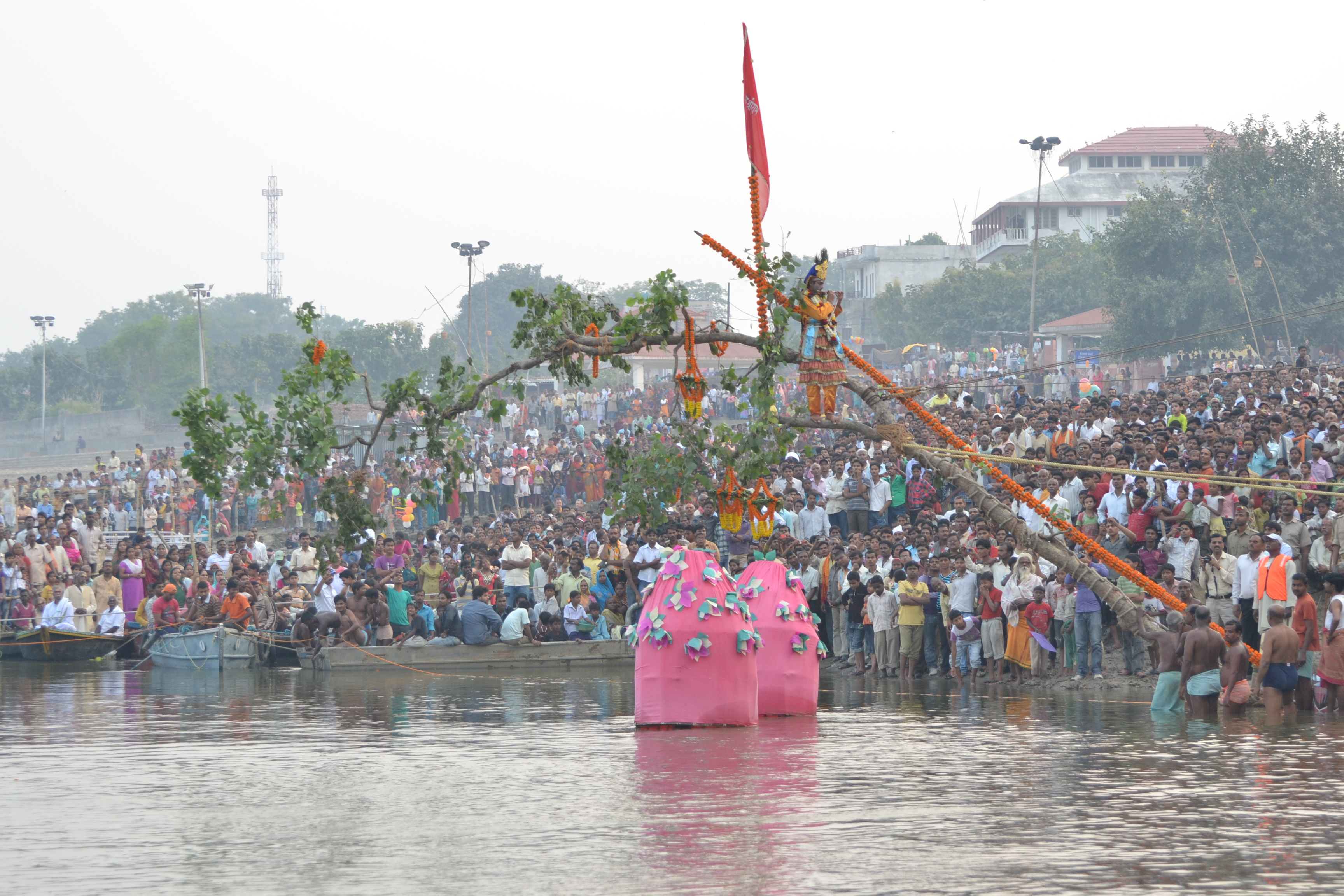
Krishna Standing on Kadamba tree at Nag Nathaiya festival.

Das Tulsi Ghat wird in Verbindung gebracht mit einigen wichtigen Aktivitäten, wie zum Beispiel Lolark Sasthi an Lolark Kunda ("man möge mit Söhnen und einem langen Leben gesegnet sein") und dem heiligen Bad, um von Lepra und Hautkrankheiten geheilt zu werden. Die Feier Lolark Sasthi fällt auf den sechsten Tag der hellen Hälfte von Bhadrapad. Während des Kartik im Oktober oder November wird hier Krishna Lila, eine Geschichte oder Erzählung über Lila von Krishna (Nag Nathaiya), aufgeführt.

## Aktivitäten

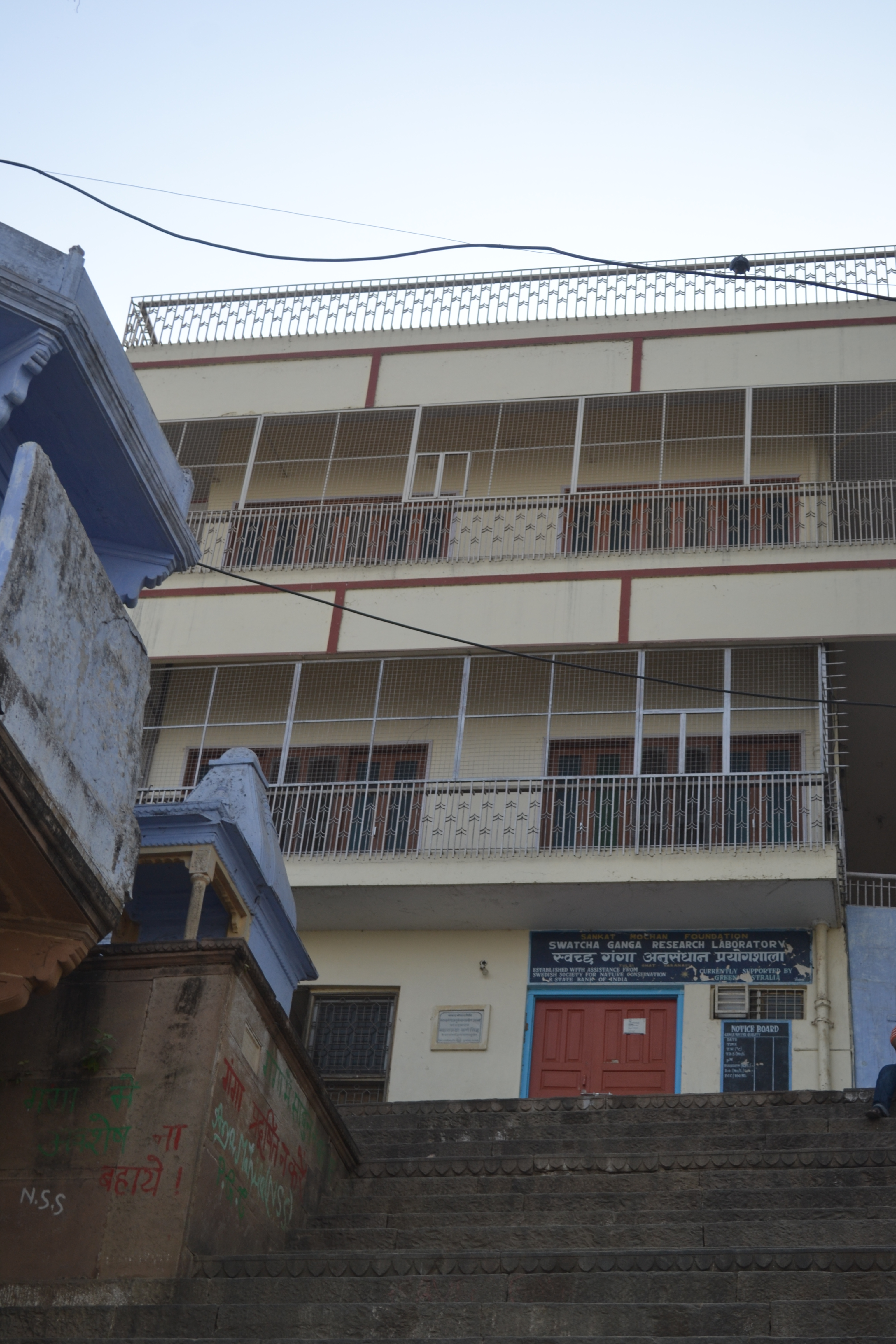
Sankat Mochan Foundation office at Tulsi Ghat

Das Tulsi Ghat ist der Standort der Sankat Mochan Foundation, eine Nichtregierungsorganisation, die sich seit 1982 zum Ziel gesetzt hat, den Fluss Ganges zu säubern. Die Sankat Mochan Foundation ist eine der großen Organisationen des "Ganga cleaning project". Veer Bhadra Mishra, ein Umwelt- und Sozialaktivist, der auch der Manager der Sankat Mochan Foundation ist, lebt hier am Tulsi Ghat. Mishra bekam vom United Nations Environment Program die Ehrung Global 500 Roll of Honour im Jahr 1992.

## Diebstahl
Im Dezember 2011 wurde eine Fassung des Ramcharitmanas von Tulsidas aus dem Hanuman-Tempel am Tulsi Ghat gestohlen. Dieses Manuskript in der Sprache Awadhi wurde in diesem Tempel seit 1701 aufbewahrt, nachdem es im Jahr 1623 entdeckt worden war.